# أرماندو سيغاتو
أرماندو سيغاتو (بالإيطالية: Armando Segato)‏ (مواليد 3 مايو 1930) هو لاعب كرة قدم. يلعب مع منتخب إيطاليا لكرة القدم. سبق له أن لعب في كأس العالم لكرة القدم مع منتخب بلاده.

## روابط خارجية
- أرماندو سيغاتو على موقع الاتحاد الدولي (مؤرشف)  (الإنجليزية)
- أرماندو سيغاتو على موقع قاعدة بيانات كرة القدم.إي يو (الإنجليزية)
- أرماندو سيغاتو على موقع ناشيونال فوتبول تيمز (الإنجليزية)
- أرماندو سيغاتو على موقع عالم كرة القدم.نت (الإنجليزية)